# Megahub Lehrte

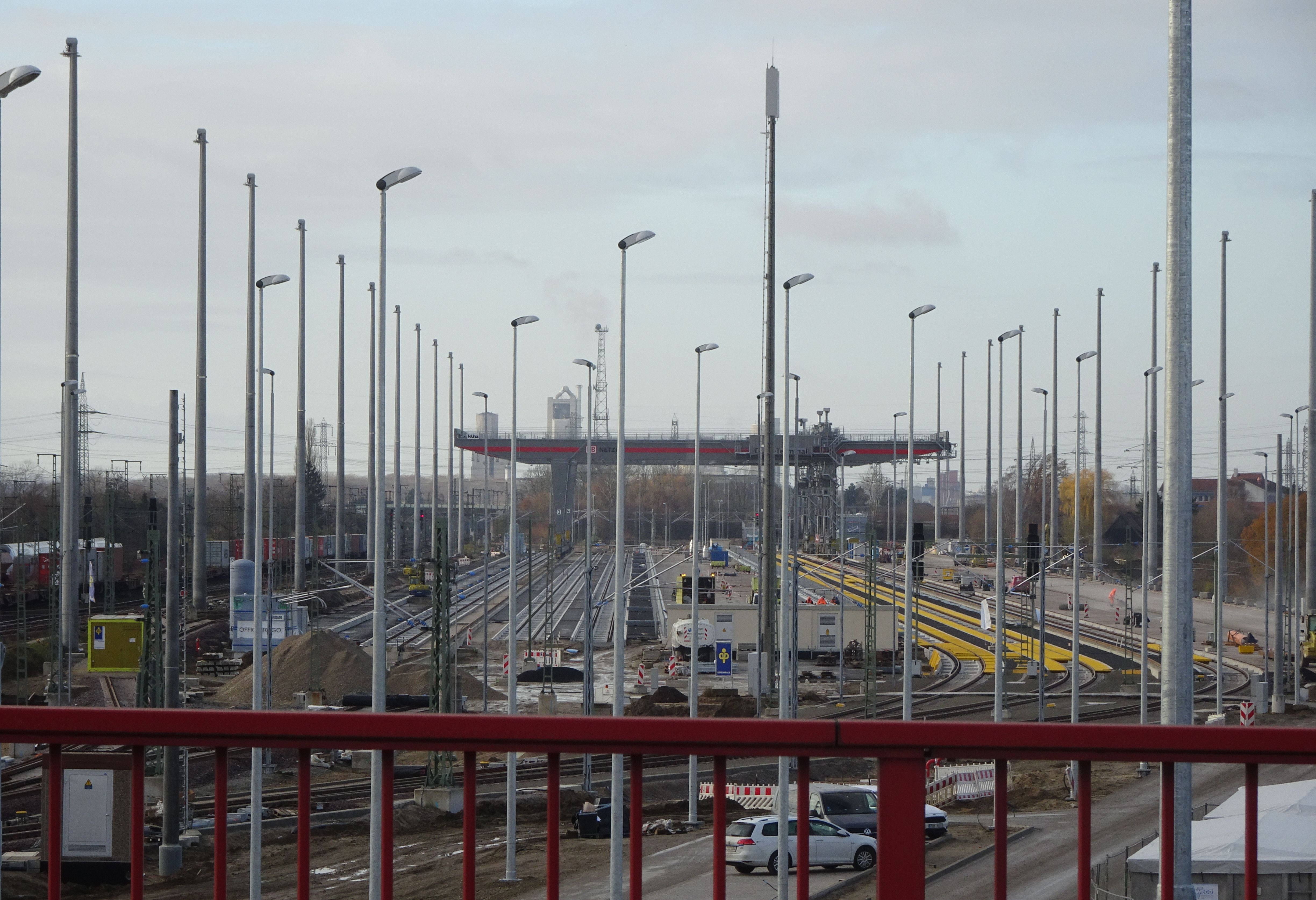
MegaHub Lehrte, Bauzustand Ende November 2019

Der Megahub Lehrte ist ein Containerbahnhof in der niedersächsischen Stadt Lehrte. Der Umschlagbahnhof ist mit sechs Umschlagsgleisen und drei Portalkranen im halbautomatischen Betrieb ausgestattet und ist im Jahr 2021 als Schnellumschlaganlage für den Kombinierten Verkehr in Betrieb gegangen.

## Geschichte
Der Megahub Lehrte liegt auf dem Gelände des ehemaligen Rangierbahnhofs in Lehrte und ist eine Schnellumschlaganlage für den Kombinierten Verkehr. Nach dem Spatenstich im Mai 2018 wurden auf dem rund 120.000 Quadratmeter großen Gelände des ehemaligen Rangierbahnhofs Lehrte gebaut. Der Megahub Lehrte ging am 15. Juni 2021 nach einem Probebetrieb und nach zwei Jahren Bauzeit in Betrieb. Der Planungsauftrag wurde im Juni 1996 erteilt. Dabei war der MegHub Lehrte Teil des Bundesverkehrswegeplans 2003.
Die Besonderheit gegenüber anderen Containerbahnhöfen, die dem Megahub auch seinen Namen gab, ist das Anlagendesign für einen direkten Umschlag von Containern zwischen bis zu sechs Zügen, z. B. zwischen der Ost-West- und Nord-Süd-Richtung. Bund und Bahn investierten insgesamt rund 170 Millionen Euro.
Der ehemalige Rangierbahnhof Lehrte wurde hierfür in einen Container-Umschlagbahnhof für den Seehafenhinterlandverkehr („Hub and Spoke“) umgebaut. Hier werden Container zwischen Zügen sowie zwischen Lkw und Güterzug umgeschlagen. Dabei ist das Rangieren einzelner Waggons überflüssig.

## Technik
Die Anlage besteht aus zwei Gleissystemen mit je drei Gleisen. Diese sind für Zuglängen von 740 m ausgelegt und werden von drei 82 m breiten Portalkranen überspannt. In diese Gleissysteme fahren die Züge mit Schwungfahrt mit einer maximalen Geschwindigkeit von 60 km/h in den Umschlagbereich. Dies kann auch direkt aus der Anfahrt auf den Containerbahnhof geschehen und ist somit effizient. Daneben werden die Container über zwölf fahrerlose Transportfahrzeuge in Längsrichtung vollautomatisch umgeschlagen, die auf einer abgesperrten Betonbahn zwischen den beiden Gleisensytemen verkehren. Damit ist es möglich direkt von Zug zu Zug zu verladen.
Da der Umschlag von Zug zu Zug auch in Nachtzeiten stattfindet, ist es möglich im Megahub Lehrte den sogenannten Nachtsprung zu realisieren, bei dem die Ware den Kunden am nächsten Tag erreicht.

## Verknüpfungen
Von hier aus fahren Containerzüge direkt zu den Frachtterminals in Ludwigshafen, Lübeck, Kiel, Hamburg und München sowie in Malmö in Schweden. Im europäischen Ausland werden Güterterminals in Spanien, Frankreich, der Schweiz, Österreich, Italien, in verschiedenen Balkanstaaten und in der Türkei angefahren.